# Кампања преласка реке Јангце
Кампања преласка реке Јангце (кинески: 渡江战役) је била војна кампања коју је покренула Народноослободилачка армија да би прешла реку Јангце и заузела Нанкинг, главни град националистичке владе Куоминтанга, у завршној фази Кинеског грађанског рата. Кампања је почела ноћу 20. априла и трајала је до 2. јуна 1949. године, закључно с уласком снага Народноослободилачке армије у Нанкинг и Шангај, што је на крају резултовало бегом националиста на острво Тајван.

## Позадина
Између краја 1948. и почетка 1949. године, националистичка влада је претрпела узастопне поразе против Комунистичке партије Кине у Љаошенској кампањи, Хуајхајској кампањи и Пингђинској кампањи. Дана 21. јануара 1949, Чанг Кај Шек је поднео оставку на место председника Републике Кине и заменио га је Ли Цонгђен. Област северно од реке Јангце била је чврсто под контролом комуниста до пролећа 1949. године. На другој пленарној седници Седмог конгреса КПК, комунистичке снаге су преименоване у Народноослободилачка армија (НОА) као део напора за реорганизацију у припреми за кампање у јужној Кини.

## Увод
У априлу 1949. представници обе стране су се састали у Пекингу и покушали да преговарају о прекиду ватре. Док су преговори били у току, комунисти су активно правили војне маневре, померајући Другу, Трећу и Четврту пољску армију северно од Јангцеа у припремама за кампању, вршећи притисак на националистичку владу да учини више уступака. Националистичку одбрану дуж Јангцеа предводио је Танг Енбо и 450.000 војника, одговорних за Ђангсу, Џеђанг и Ђангси, док је Бај Чонгси био задужен за 250.000 људи, који су бранили део Јангцеа који се протеже од Хукоуа до Јичанга.
Комунистичка делегација је на крају поставила ултиматум националистичкој влади. Након што је националистичка делегација добила инструкције да одбаци споразум о прекиду ватре 20. априла, НОА је исте ноћи почела постепено да прелази реку Јангце, започињући пуни напад на положаје националиста преко пута реке.

## Кампања
Између 20. и 21. априла, 300.000 војника НОА прешло је са северне на јужне обале реке Јангце. Убрзо су Друга флота Морнарице Републике Кине и националистичка утврда Ђангјин прешле на страну комуниста, дозвољавајући НОА−и да продре кроз националистичку одбрану дуж Јангцеа. Како је НОА почела да се искрцава на јужну страну Јангцеа 22. априла и обезбедјује плаже, националистичке одбрамбене линије су почеле брзо да се распадају. Пошто је Нанкинг сада био директно угрожен, Чанг је наредио политику спаљене земље док су се националистичке снаге повлачиле према Хангџоуу и Шангају. НОА је јуришала преко провинције Ђангсу, заузевши Дањанг, Чангџоу и Вуси. Како су националистичке снаге наставиле да се повлаче, НОА је успела да заузме Нанкинг до 23. априла без већег отпора.

### Инцидент сАметистом
У међувремену, ХМС Аметист из британске краљевске морнарице пловећи реком Јангце ушао је у сукоб и напала га је артиљерија НОА−е. Убрзо су га подржали ХМС Лондон, Консорт и Блек Свон. После низа артиљеријских дуела и преговора, Аметист је успео да побегне.

### Даље напредовање
Дана 27. априла, НОА је заузела Суџоу, претећи националистима у Шангају. У међувремену, комунистичке снаге на западу почеле су да нападају националистичке положаје у Нанчангу и Вухану. До краја маја, Нанчанг, Вучанг и Хањанг су били под контролом комуниста. НОА је наставила да напредује преко провинције Џеђанг и покренула је Шангајску кампању 12. маја. Центар града Шангаја пао је у руке комуниста 27. маја, а остатак Џеђанга је пао 2. јуна, означавајући крај кампање за прелазак реке Јангце.